# Teobaldo Ordelaffi

Stemma degli Ordelaffi.

Teobaldo Ordelaffi, o Tebaldo (... – 17 gennaio 1292), fu un membro della nobile famiglia forlivese degli Ordelaffi: suo figlio Scarpetta Ordelaffi è il primo, di questo lignaggio, a diventare signore di Forlì, a partire dal 1295.

## Biografia
Teobaldo, figlio di Guglielmo Ordelaffi, si segnala per la partecipazione, insieme a Federico II di Svevia all'assedio di Faenza e di Ravenna (1241), partecipazione a seguito della quale Teobaldo ottiene dall'Imperatore il permesso di battere moneta, di avere per stemma l'aquila d'oro e di nominare magistrati senza chiedere di volta in volta l'autorizzazione all'Imperatore. La città di Forlì, inoltre, alleata di Federico, ottiene vari privilegi ed il diritto di avere l'aquila imperiale nel proprio stemma.
Teobaldo è podestà a Faenza nel 1274 e nel 1301.

## Discendenza
Teobaldo ebbe otto figli:
- Scarpetta (?-1315), primo signore di Forlì 1295-1315;
- Guglielmo (?-1283);
- Francesco o Cecco I (?-1331), Signore di Forlì 1315-1331;
- Francesco II il Grande (1310?-1374), sposò Marzia degli Ubaldini detta Cia; Signore di Forlì 1331-1359;
- Bartolomeo (?-1317?), uomo d'armi;
- Sinibaldo (?-1337), uomo d'armi;
- Sinibaldo II (1336-1386), sposò Paola Bianca, sorella di Pandolfo II Malatesta di Pesaro; Signore di Forlì 1376-1386;
- Giovanni (?-1296);
- Caterina;
- Pino II (?-1402), fu Signore di Forlì 1386-1402;
- Peppo, vescovo di Forlì nel 1303;
- Francesco o Cecco III (1349-1405), Signore di Forlì 1402-1405.